# Cogomina turquesa
La cogomina turquesa(Melanophyllum eyrei),

## Espècies semblants
== Comestibilitat ==, País Valencià i Menorca